# فلاديسلاف كاملوف
فلاديسلاف كاملوف (بالروسية: Владислав Георгиевич Камилов)‏ هو لاعب كرة قدم روسي في مركز الوسط، ولد في 29 أغسطس 1995 في Kalmanka ‏ في روسيا. لعب مع دينامو بارنول ونادي روستوف.

## وصلات خارجية
- فلاديسلاف كاملوف على موقع قاعدة بيانات كرة القدم.إي يو (الإنجليزية)
- فلاديسلاف كاملوف على موقع Soccerway.com (الإنجليزية)
- فلاديسلاف كاملوف على موقع عالم كرة القدم.نت (الإنجليزية)